# 武陵地古墳群
武陵地古墳群（ぶりょうちこふんぐん）は、長野県下伊那郡高森町下市田220-1にある武陵地1号古墳をはじめとする古墳群である。『平成27年度高森町埋蔵文化財発掘調査報告書』においては「武陵地遺跡」（ぶりょうじいせき）と表記されており、また松沢義章（よしあきら）が記した『州羽国古陵記』には、「武陵寺」の表記もあり、読みは「ぶりょうち」「ぶりょうじ」ともに散見される。

## 概要
秋葉塔の塚と呼ばれる武陵地1号古墳、祝殿の塚と呼ばれる武陵地3号古墳、福神の塚と呼ばれる武陵地5号古墳、など7基が確認されている。

## 調査の歴史
1996年（平成8年）　土地改良総合整備事業に伴う発掘調査
1997年（ 平成9年）　土地改良総合整備事業に伴う発掘調査
2001年（平成13年）3月　高森町下市田の農道工事に伴う発掘により、5世紀の墳丘墓が発見された。直径は約16ｍ、棺は残っていないものの竹割型木棺が埋まっていたと思われる形跡が認められた。ほかに小刀、直刀、かんな、のみが出土している。これが高森町にとって初めての墳丘墓の出土。
2003年（ 平成15年）8月　ふるさと農道湯ヶ洞線建設工事に伴う発掘調査により、5世紀ごろの墳墓の一部と思われるものが確認された。方形で盛り土の斜面に大きなもので直径40cmほどの石積みが認められた。武陵地遺跡におけるこの形状のものの発掘は初。
2017年 （平成27年）5月11日～5月15日　住宅建設に伴う土木工事等のための発掘調査を実施し、隣接する武陵地5号古墳の遺構への影響の有無を確認した。用途不明の溝跡、縄文土器片、弥生土器片、須恵器片、石器などが出土した。

## 武陵地1号古墳（通称「秋葉塔の塚」）

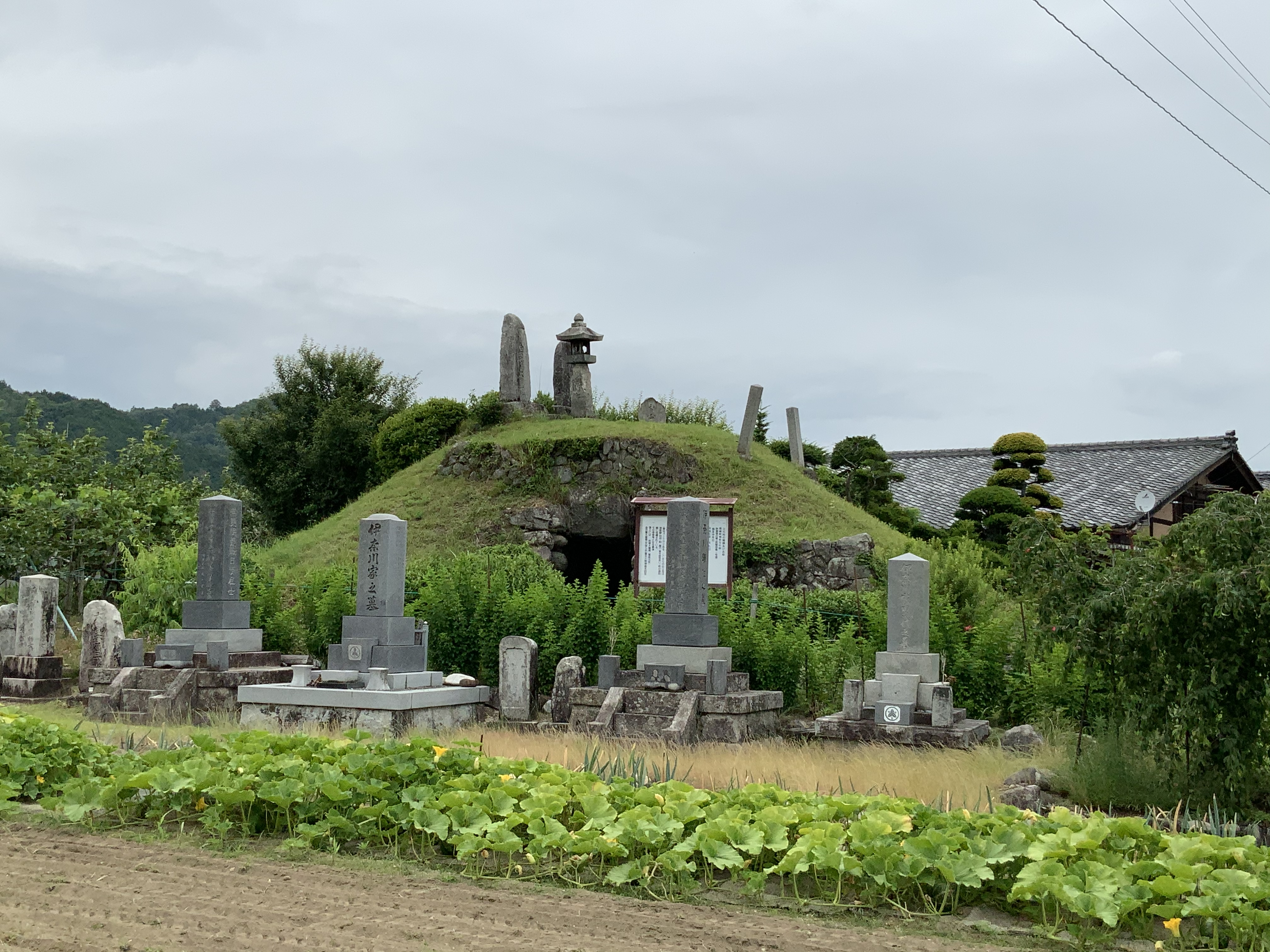
武陵地1号古墳

### 概要
長野県下伊那郡高森町下市田の横穴式石室をもつ円墳。1995年（平成7）年2月9日高森町有形文化財指定。指定当時は古墳時代後期の築造とされていたが、1999年（平成11年）に出土品の古銭が奈良国立文化財研究所の調査によって富本銭であると鑑定された際、出土したその他の遺物も合わせて検討した結果、7世紀前半の築造と推定した。またその後7世紀後半、8世紀中ごろに追葬があったと考えられる。
現在の状態は南北18.9ｍ、石室入り口前からの高さ4.1m、開口部を南南西に持つ横穴式石室を主体部とする円墳。石室は袖無式、主軸がN20°E、全長8.6ｍ、底部最大幅2.1ｍ、高さ2.5ｍ。頂上には1789年（寛政元年）建立の秋葉大権現の碑、1838年（天保9年）建立の金毘羅大権現、1851年（嘉永4年）建立の蚕玉大明神、イチイの大木がある。
1955年（昭和30年）5月30日に発行された下伊那誌編纂会による『下伊那史　第二巻　原史時代上』では、頂上の平場を径6.2ｍ、封土の直径16.9ｍ（東面14.7ｍ）、高さ4ｍ、石室の総長9.09ｍ、底の幅（前端）1.15ｍ、底の幅（奥）2.15ｍ、高さ2.5ｍから2.9ｍ、奥壁の高さ2.5ｍ、幅（底部）2.25ｍ、幅（上部）1.8ｍとされ、天井石には長さ2.5m、幅1.5ｍ以上の大きなものがある。

### 武陵地1号古墳の出土品
『下伊那史　第二巻　原史時代上』に記載の物。このうち鐸、丸玉、臼玉、金属片、古銭等10点が現存し、他は失逸となっている。現在確認されている出土品は高森町歴史民俗資料館に寄託、展示されている。
以下個人蔵
- 鐸1
- 切羽2
- 丸玉（硝子製瑠璃色）2
- 小玉（硝子製）1
- 臼玉（滑石製）1
- 丸玉（金銅製、中空）1
- 金環3
- 雲珠残片1
- 鞖2
- 鉸具1
- 金属破片2
- 須恵器破片5
- 古銭3（背文「大観通宝」「富本」その他不明）

以下市田小学校蔵
- 直刀2
- 鉄鏃2
- 鈴1
- 須恵器（杯）2
- 須恵器（瓶）1
- 須恵器（𤭯）1
- 須恵器（小型変形平瓶）1

以下個人蔵
- 刀具（切羽）1
- 鈴破片2
- 杏葉2
- 銅盌破片1
- 銅薄板破片1
- 不明金具1
- 石製品1

### 武陵地1号古墳からの出土品のうち、高森町歴史民俗資料館・時の駅に寄託、展示されているもの
- 須恵器7-𤭯2、壺2、杯3
- 古銭3-富本銭、熈寧元寳、不明
- 直刀2
- 丸玉2
- 鍔1
- 切羽1
- 鉄鏃1
- 金環1

### 武陵地1号古墳から出土した富本銭

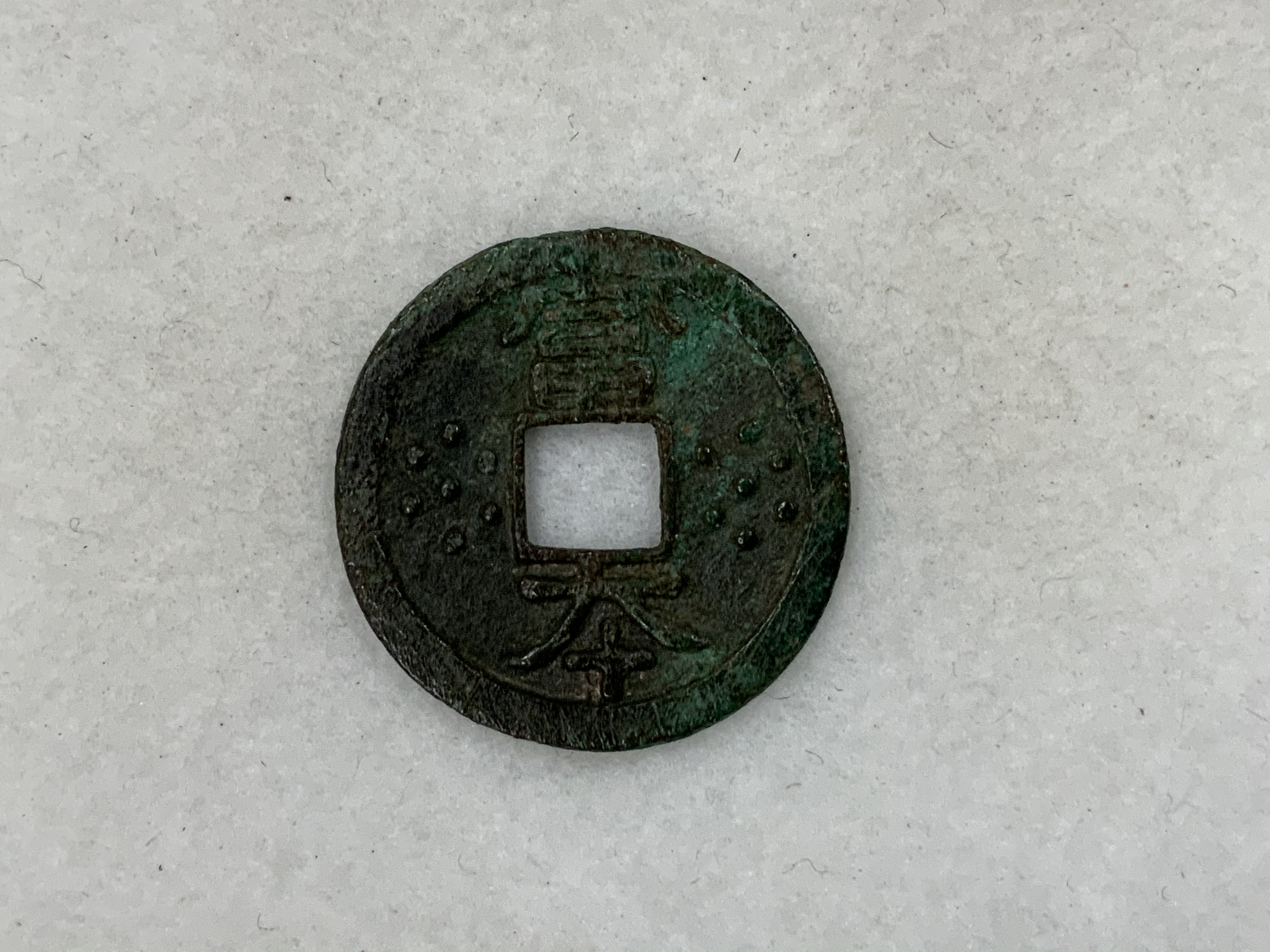
武陵地1号古墳から出土した富本銭

奈良国立文化財研究所飛鳥藤原宮跡発掘調査部が奈良県明日香村の飛鳥池工房遺跡から出土した富本銭が700年以上も前に鋳造された銅銭であることを確認し、1999年（平成11年）1月19日に発表した。
翌朝このニュースを知った高森町の女性（この女性の宅地に武陵地1号古墳がある）が、高森町歴史民俗資料館に「武陵地1号古墳から出土して自宅の土間で保管、1985年（昭和60年）に高森町歴史民俗資料館に寄託していた古銭が、この古銭に似ているのではないか？」と連絡、確認を申し入れた。
これを受け本人立ち合いのもと展示物を確認、1月25日に同様のデザインのものが収蔵されていることを確認した。
高森町は1月27日、この古銭と他の副葬品十余点を奈良国立文化財研究所に持ち込み、鑑定を依頼した。
1999年（平成11年）3月23日、高森町役場にて記者発表が行われ、鑑定依頼していた古銭が奈良県明日香村の飛鳥池古墳などから出土した富本銭と同じものであるという結果が出たことを発表。古墳への副葬は7世紀後半の追葬ではないかと推測されることもわかった。3月25日から29日まで、高森町歴史民俗資料館でこの富本銭が一般公開された。富本銭の出土が確認されたのは、近畿以外で初。
この富本銭の大きさは直径2.41×2.38cm、厚さ0.13cm、重さ3.02ｇ。表面に縦並びで「富」「本」の文字があり、左右に7個の星が描かれる。飛鳥池遺跡で出土したものと比較すると、直径がわずかに小さく、軽い。この富本銭の出土時期は下伊那誌編纂会が1955年に出版した『下伊那史　第二巻　原史時代上』の「およそ五十年ほど前に発掘した。」という記述から、明治期と考えられている。
1999年6月9日、高森町文化財調査委員会が高森町教育委員会に富本銭の町文化財指定を答申し、町教委は答申通り指定することを決定した。
2000年（平成12年）2月3日、長野県教育委員会が定例教育委員会に於いて長野県文化財保護審議会に諮問を決定、同審議会は2月9日に諮問通りに県教委に答申、県教委は3月27日付で「下伊那出土の富本銭・和同開珎銀銭」の名称で長野県宝に指定。。
なお、武陵地1号古墳のある高森町下市田に隣接する飯田市座光寺の民家が保管していた古銭も、奈良国立文化財研究所によって富本銭であることが確認されている。

## 武陵地2号古墳

### 概要
武陵地1号古墳の北西136ｍの水田の中にあり、1890年代に掘った時に横穴式石室があったと言われているが、1955年の時点で全く残っていない。

### 武陵地2号古墳の出土品
以下個人蔵
- 珠文鏡1
- 切子玉1
- 須恵器（杯）1
- 須恵器（瓶）1
- 須恵器（提瓶）1
- 須恵器（小型平瓶）1

## 武陵地3号古墳（通称「祝殿の塚」）

### 概要
武陵地2号古墳の北45ｍの民家裏手、土蔵敷地内にあった有石室の円墳で、1834年（天保5年）に土地の所有者により発掘破壊、大石の大部分は流用された。後に発掘された骨を瓦の壷に入れて埋め小祠として祀ったものを「祝殿の塚」と呼んでいる。

### 武陵地3号古墳の出土品
1912年（明治45年）下市田区に寄贈され、その後小学校に寄託された。
- 直刀４（うち2口は武陵地4号古墳からの出土）
- 鐔1
- 鉾1
- 金環2
- 銀環2
- 雲珠破片1
- 須恵器（平瓶）1

## 武陵地4号古墳

### 概要
武陵地3号古墳の西60ｍの空き地に、封土上の平盤の大石が確認されている。なお、この上には「寛政5年・・・・・童子位」と刻まれた石碑がある。周辺には大小の石数十個が散在しており、この地に横穴式石室を持つ円墳があったと思われるが、発掘破壊の時期は不明。

### 武陵地4号古墳の出土品
- 直刀２（武陵地3号古墳からの出土品と一緒に小学校に寄託されている）
- 須恵器破片

## 武陵地５号古墳（通称「福神の塚」）

### 概要
武陵地4号古墳の北18ｍにあった横穴式石室を有する円墳であったが、東西8.6ｍ、南北5.7ｍの小高い芝生地となっている。大石の多くは失われているが、数個が周辺の石垣に使われており、天井石と思われる2ｍ近いものもある。この古墳の通称「福神の塚」は、寛永の検地帳に「福阿彌」とあるものが訛ったものと考えられている。

### 武陵地5号古墳の出土品
- （伝）直刀1

## 武陵地6号古墳

### 概要
武陵地1号古墳の西120ｍの大島川沿いの傾斜地にあり、北西半分が民有の墓地となっていた。1953年（昭和28年）3月8日に亡くなった墓地の地主家族のための墓穴堀にて直刀と轡が出土、古墳と判明した。遺物の出土地を中心とする直径およそ24ｍの円墳であったと推定されるが、石室の有無は不明。周辺に石室の用材であったと思われる巨石も存在しない。発掘時期も不明だが、民有墓地の最古のものが1710年宝永7年となっており、それより前だと考えられる。

### 武陵地６号古墳の出土品
以下、個人蔵
- 直刀1
- 轡1

## 武陵地7号古墳

### 概要
平成8年度の発掘調査で発見された煙滅古墳。水田の畦の中に、横穴式石室の側壁（片側のみ）が発見された。同時に発見された周溝などから推測すると直径20mの円墳と考えられ、築造は6世紀週末7世紀初頭と想定されている。

### 武陵地7号古墳の出土品
- 須恵器
- 鉄鏃
- 刀子
- 小玉
- 馬具（鉄製素環鏡板付轡）

### 発掘調査報告書
- 岩崎, 徹、髙島, 佳奈『平成27年度高森町埋蔵文化財発掘調査報告書』長野県下伊那郡高森町下市田2183番地1、2017年3月（原著2017年3月）。doi:10.24484/sitereports.19442。 NCID BA42957064。